# Jahaziel Marchand
Jahaziel Marchand (Ciudad Juárez, Chihuahua; 28 de septiembre de 2001) es un futbolista mexicano, juega como mediocampista y su equipo actual es el Club Atlético de San Luis de la Primera División de México.

## Inicios
Formado en la cantera de los Tuzos del Pachuca jugando en diversas categorías.
Debutaría en primera división el 18 de enero de 2021 ante el León.

### Leones Negros de la UdeG
A finales de 2023 se anuncia su incorporación a los Leones Negros de la U de G.
En el Clausura 2025 se convierte en campeón con Leones Negros tras haber vencido a la Jaiba Brava en penales en la Gran Final.

## Palmarés

### Títulos nacionales
| Título               | Club          | País   | Año    |
| -------------------- | ------------- | ------ | ------ |
| Liga de Expansión MX | Leones Negros | México | C-2025 |